# Mücka
Mücka (alt sòrab: Mikow) és un municipi alemany que pertany a l'estat de Saxònia. Es troba a uns 8 km al nord-oest de la ciutat de Niesky i la meitat dels seus boscos formen part de la Reserva de la Biosfera Oberlausitzer Heide- und Teichlandschaft.

## Districtes
Mücka (722 h), Förstgen (Dołha Boršć, 276 h), Förstgen-Ost (Dołha Boršć-Wuchod, 110 h) i Leipgen (Lipinki, 55 h).